# Tošo Dabac
Tošo Dabac, né à Nova Rača le 18 mai 1907 et mort à Zagreb le 9 mai 1970, est un photographe croate. Il a passé la quasi-totalité de sa carrière professionnelle à Zagreb :  il est notamment connu pour ses photographies en noir et blanc de la vie des rues de Zagreb à l'époque de la crise économique des années 1930. Son travail a souvent été exposé et primé à l'étranger.

## Biographie
En 1933, il est membre du club photographique de Zagreb.